# Penicillium insigne
Penicillium insigne Bainier – gatunek grzybów z rodziny Aspergillaceae.

## Systematyka i nazewnictwo
Pozycja w klasyfikacji według Index Fungorum: Penicillium, Aspergillaceae, Eurotiales, Eurotiomycetidae, Eurotiomycetes, Pezizomycotina, Ascomycota, Fungi.
Po raz pierwszy opisał go w 1906 roku Georges Bainier na trzonie pieczarki łąkowej we Francji. W Polsce wyizolował go w 1908 roku Joseph Schroeter z odchodów zwierzęcych, ale prawidłowość oznaczenia gatunku budzi wątpliwości.